# Catocala rejecta
Catocala rejecta är en fjärilsart som beskrevs av De Waldheim 1820. Catocala rejecta ingår i släktet Catocala och familjen nattflyn. Inga underarter finns listade i Catalogue of Life.